# Loriini
Loriini é uma tribo de aves da família Psittaculidae, sendo nativa do Sudeste Asiático e da Oceania. Costumam ser encontrados em áreas arborizadas, como florestas, manguezais e bosques de eucalipto. Seus membros são conhecidos por possuírem cores vibrantes e uma língua revestida por pelos, uma especialização que permitiu que se alimentassem de néctar e pólen mais facilmente. Além de néctar, se alimentam de frutas, sementes e insetos. Costumam viver em grupos, e os casais são monogâmicos.
Reproduzem-se entre janeiro e agosto e depositam ovos em ninhos em troncos em decomposição. O macho e a fêmea cuidam da ninhada, mas quem choca é exclusivamente as fêmeas. Os filhotes nascem sem penas e de olhos fechados e só conseguem voar entre os sete e oito semanas de idade devido ao lento crescimento da plumagem.
Algumas espécies estão ameaçadas de extinção, devido à caça por causa de suas penas ou para o ter como animal doméstico, além de serem mortas por agricultores por invadirem plantações de uva e coco. Entretanto, alguns agricultores plantam árvores floríferas como forma a proporcionar uma alternativa alimentar aos indivíduos.